# 셀리나 제이틀리
셀리나 제이틀리(Celina Jaitley, 1981년 11월 24일 ~ )는 인도의 배우다.

## 참여 작품
- 노 엔트리
- 진다
- 헤비 베이비
- 윌 유 매리 미 (2012년 영화)